# Iwan Tatarinow
Iwan Wiktorowicz Tatarinow (ros. Иван Викторович Татаринов; ur. 4 stycznia 1988) – rosyjski zapaśnik startujący w stylu klasycznym. Piąty na mistrzostwach świata w 2013. Siódmy w Pucharze Świata w 2010. Mistrz Uniwersjady w 2013. Brązowy medalista mistrzostw Europy juniorów w 2007 i 2008. Mistrz Rosji w 2013, drugi w 2011 i trzeci w 2014 i 2017 roku.